# Файншмідт Ісак Ілліч
Ісак Ілліч Файншмідт (5 (17) червня 1875, Орел - 25 квітня 1940, Київ) — український радянський терапевт і фтизіатр. Організатор Українського туберкульозного інституту і Українського інституту клінічної медицини. Заслужений професор УРСР (1934). Заслужений діяч науки УРСР (з 1935).  

## Життєпис
Народився 5 (17) червня 1875 року в Орлі, в родині службовців. Середньо освіту здобув у Харкові, продовжив навчання на медичному факультеті Імператорського Харківського університету. По закінченні якого у 1899 році, працював лікарем-екстерном при факультетській терапевтичній клініці у професора Івана Оболенського.
Від 1905 року працював у Харкові, з 1923 року — професор Харківського медичного інституту (ХМІ).
Ординатор, асистент шпитальної терапевтичної клініки до 1918 року. Неодноразово підвищував свій фах у Німеччині, Швейцарії, Австро-Угорщині, Бельгії, Італії, Англії, як за часів Російської імперії, так і у радянські часи.  Старший асистент шпитальної терапевтичної клініки Харківського жіночого медичного інституту у професорів Георгієвського К.М. , Шатілова П.І., Якушевича С.Г. Завідувач кафедри туберкульозу (1923–1931). З 1930 по 1940 р. очолював кафедру факультетської терапії ХМІ  . Заслужений професор УРСР (1934). Фундатор фтизіатричної служби та системи підвищення кваліфікації лікарів у Харкові.
Брав участь у Російсько-японській війні 1904-05 років.
Помер раптово у Києві під час відрядження 25 квітня 1940 року. Поховали у м. Харків. 

## Науковий доробок
Праці Файншмідта присвячені проблемам туберкульозу , пневмонії, абсцесів, раку та сифілісу легенів, лікуванню серцево-судинних захворювань, діабету тощо. Під його керівництвом проводилися дослідження ниркової недостатності та цукрового діабету. У  цей період клініка збагатилась сучасним обладнанням, у тому числі досконалим на той час двоканальним котушковим електрокардіографом, єдиним апаратом такого типу в усій Лівобережній Україні.
Був членом редакційної ради та редактором терапевтичного відділу журналу «Врачебное дело», членом редакції журналу «Боротьба з туберкульозом».

## Вибрані праці
Файншмидт И.И. К 80-летию со дня рождения Гиршмана. 1919.
Файншмидт И.И., Карлинер М.Я. Рак легких и туберкулез // Врачебное дело.- 1938.- №11-12.- С.827-834.
Файншмидт И.И. Рак легкого и туберкулез // Труды I съезда онкологов УССР.- М.-Л.-:Медгиз, 1940.- С.334-336.

## Громадська діяльність
Організатор і керівник Українського туберкульозного інституту (1922) та Українського інституту клінічної медицини (1931).  
Професор І.І.Файншмідт був  незмінним головою Бюро терапевтичної секції Харківського медичного товариства (1924– 1925), Головою Українського товариства терапевтів, членом Президії Всесоюзних з'їздів терапевтів, членом президії вченої ради Наркомату охорони здоров’я УРСР, членом Ради директорів наукових інститутів, членом комісії з винаходів при Управлінні науки Наркомату охорони здоров’я УРСР, заступником голови Ради професорів ХМІ. 
Вчений був знавцем клініки туберкульозу та став одним з організаторів громадської боротьби з цією хворобою, активним діячем  Харківського відділу Всеросійської ліги боротьби з туберкульозом, який розміщувався в будівлі на Вознесенській площі, 12 (нині- майдан Фейєрбаха) 

## Особистість
Автор публікації щодо діяльності Гіршмана Л.Л, виступав з промовою на  його похованні. Написав спогади щодо письменника Короленко В.Г., оглядав його як терапевт   . Донька І.І. Файншмідта, Ольга Ісаківна  – професор, біохімік за фахом, учениця академіка  Палладіна О.В. та дружина Утевського А.М. 

## Пам’ять
На 140- річчя з народження науковця відгукнувся Український медичний календар 